# Wörgl-Rattenberg
Wörgl-Rattenberg ist eine Katastralgemeinde und ehemalige selbstständige Gemeinde in Tirol und ist seit 1911 Teil der Stadtgemeinde Wörgl.

## Geographie
Wörgl-Rattenberg befindet sich im Nordtiroler Unterland. Die ehemalige Gemeinde war dem heutigen Wörgler Gemeindegebiet bis zum Wörgler Bach ident. Östlich des Wörgler Baches erstreckt sich die ehemalige Gemeinde und ebenfalls heutige Katastralgemeinde Wörgl-Kufstein.
Wörgl-Rattenberg besteht aus den Stadtteilen:
- Lahntal und
- Gießen

## Geschichte
Wörgl-Rattenberg („entern Bach“) weist in seiner Grundform einen romanischen Ortskern auf, der sich gewässerorientiert am Wörgler Bach entlangzieht. 1416 wurde Wörgl administrativ in zwei Landgerichte aufgeteilt, wobei die Wörgler Ortschaften linksseitig (Westseite) des Wörgler Baches an Rattenberg fielen.
1815 wurde Wörgl-Rattenberg zu einer eigenständigen politischen Gemeinde erklärt.
Der Anschluss als unselbstständige Fraktion der Nachbargemeinde Kundl erfolgte 1854, bevor 1863 erneut Wörgl-Rattenberg zu einer selbstständigen Gemeinde erhoben wurde.
Am 23. Juni 1910 stimmte der Wörgl-Kufsteiner Gemeinderat einer Dorfvereinigung mit Wörgl-Rattenberg zu, das Einverständnis Wörgl-Rattenbergs kam am 4. Juli 1910, nachdem Dorfvorsteher Gruber seinen Gemeinderat von der Fusion überzeugen konnte. Die Gemeindezusammenlegung erfolgte am 31. Dezember 1910. Die Erhebung des somit neu entstandenen Ortes Wörgl zum Markt durch Kaiser Franz Joseph I. wurde am 28. März 1911 vollzogen.

## Politik
Die Wahlen (oder Bestätigungen) sogenannter Dorfvorsteher wurden alljährlich am 11. November abgehalten. Da kein fixes Gemeindeamt existierte, wechselten die Gemeindeversammlungen zwischen den drei Gasthöfen Alte Post, Neue Post und dem Gasthof zum Weißen Lamm im Wörgler Dorfzentrum.

### Dorfvorsteher von Wörgl-Rattenberg
| Name                | Amtszeit  |
| ------------------- | --------- |
| Johann Leiminger    | 1854–1857 |
| Johann Hauser       | 1857–1860 |
| Lorenz Duftner      | 1860–1863 |
| Georg Prem          | 1863–1866 |
| Michael Hauser      | 1866–1869 |
| Andrä Felderer      | 1869–1872 |
| Matthias Seisl      | 1872–1875 |
| Stephan Mitterer    | 1875–1878 |
| Michael Hauser jun. | 1878–1881 |
| Johann Drixl        | 1881–1884 |
| Simon Peterer       | 1884–1887 |
| Josef Schoner       | 1887–1893 |
| Ignaz Seisl         | 1893–1896 |
| Thomas Riedhart     | 1896–1899 |
| Andrä Esterhammer   | 1899–1902 |
| Johann Pierzinger   | 1902–1905 |
| Josef Schipflinger  | 1905–1908 |
| Franz Gruber        | 1908–1910 |